# Segunda División Peruana 1947
La Segunda División Peruana 1947, la 5ª edición del torneo, fue jugada por ocho equipos y fue organizada por la Asociación No Amateur. 
El ganador del torneo, Jorge Chávez, logró el ascenso a la Primera División de 1948 mientras que Telmo Carbajo perdió la categoría al haber ocupado el último lugar.

## Ascensos y descensos
| Posición | Ascendido a Primera División 1947 |
| -------- | --------------------------------- |
| 1º       | Ciclista Lima                     |

| Posición | Descendido de Primera División 1946 |
| -------- | ----------------------------------- |
| 8º       | Centro Iqueño                       |

| Posición | Ascendido de Liga Regional 1946 |
| -------- | ------------------------------- |
| 1º       | Carlos Concha                   |

| Posición | Descendido a Liga Regional 1947 |
| -------- | ------------------------------- |
| 8º       | Progresista Apurímac            |

## Equipos participantes
| Club                   | Ciudad     |
| ---------------------- | ---------- |
| Association Chorrillos | Chorrillos |
| Atlético Lusitania     | Lima       |
| Carlos Concha          | Callao     |
| Centro Iqueño          | Lima       |
| Jorge Chávez           | Callao     |
| Santiago Barranco      | Barranco   |
| Telmo Carbajo          | Callao     |
| Unión Callao           | Callao     |

## Tabla de posiciones
| Pos. | Club                   | PJ | PG | PE | PP | GF | GC | DG  | Pts. |
| ---- | ---------------------- | -- | -- | -- | -- | -- | -- | --- | ---- |
| 1    | Jorge Chávez           | 14 | 7  | 5  | 2  | 31 | 21 | +10 | 19   |
| 2    | Santiago Barranco      | 14 | 7  | 3  | 4  | 27 | 23 | +4  | 17   |
| 3    | Unión Callao           | 14 | 7  | 3  | 4  | 22 | 18 | +4  | 17   |
| 4    | Carlos Concha          | 14 | 6  | 3  | 5  | 26 | 22 | +4  | 15   |
| 5    | Centro Iqueño          | 14 | 4  | 6  | 4  | 20 | 20 | 0   | 14   |
| 6    | Association Chorrillos | 14 | 4  | 5  | 5  | 22 | 20 | +2  | 13   |
| 7    | Atlético Lusitania     | 14 | 3  | 5  | 6  | 17 | 19 | -2  | 11   |
| 8    | Telmo Carbajo          | 14 | 3  | 0  | 11 | 13 | 35 | -22 | 6    |

|  | Campeón, ascendió a Primera División 1948      |
|  | Descenso a Liga Regional de Lima y Callao 1948 |

## Resultados
| Local \ Visitante      | ACH | LUS | CON | CEN | CHA | SAN | TEL | UNI |
| ---------------------- | --- | --- | --- | --- | --- | --- | --- | --- |
| Association Chorrillos |     | 1–1 | 3–2 | 1–1 | 2–2 | 1–2 | 3–1 | 0–2 |
| Atlético Lusitania     | 1–1 |     | 4–1 | 1–1 | 2–2 | 0–1 | 0–1 | 0–1 |
| Carlos Concha          | 2–1 | 3–0 |     | 5–2 | 1–0 | 1–1 | 2–1 | 2–2 |
| Centro Iqueño          | 0–0 | 0–1 | 1–1 |     | 2–2 | 2–1 | 2–3 | 3–0 |
| Jorge Chávez           | 2–1 | 1–1 | 3–2 | 1–0 |     | 2–4 | 4–0 | 2–1 |
| Santiago Barranco      | 0–3 | 2–1 | 3–2 | 2–2 | 1–4 |     | 3–1 | 1–1 |
| Telmo Carbajo          | 1–3 | 1–4 | 0–2 | 0–1 | 2–4 | 1–5 |     | 0–2 |
| Unión Callao           | 3–2 | 3–1 | 1–0 | 2–3 | 2–2 | 2–1 | 0–1 |     |